# Уед-ель-Ліль
Уед-ель-Ліль (араб. وادي الليل) — місто в Тунісі. Входить до складу вілаєту Мануба. Станом на 2004 рік тут проживало 47 614 осіб.